# François Morel (homme politique)
Pour les articles homonymes, voir François Morel et Morel.
François Morel, né le 22 mars 1871 à Graulhet (Tarn) et décédé le 17 janvier 1938 à Paris, est un homme politique français. 

## Biographie
Industriel, propriétaire viticulteur, il est conseiller général du canton de Graulhet de 1904 à sa mort et député du Tarn de 1924 à 1928, siégeant sur les bancs radicaux.